# 九枪喷泉

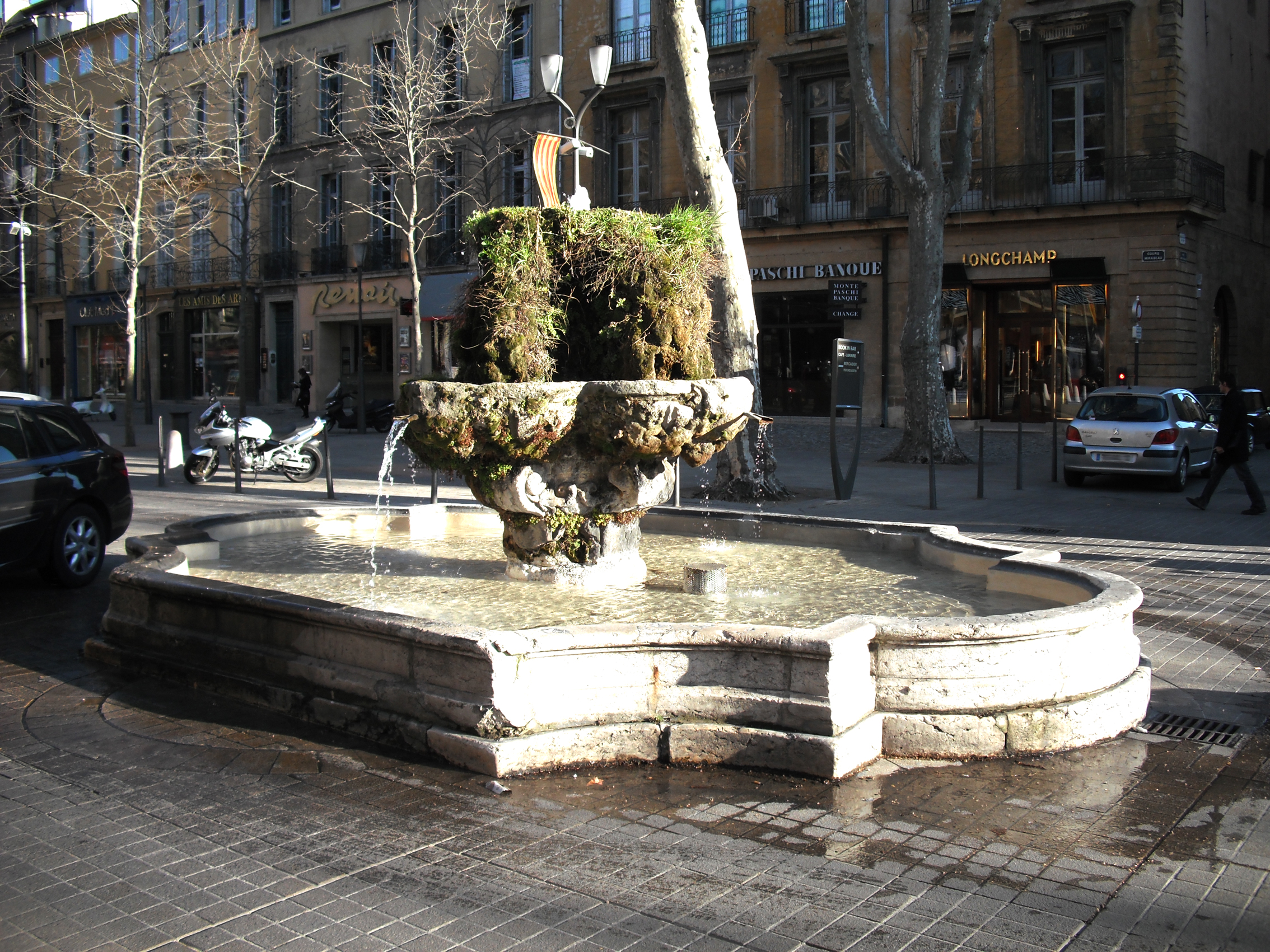
九枪喷泉

九枪喷泉（Fontaine des Neuf-Canons）是法国南部城市普罗旺斯地区艾克斯市中心的一个喷泉，位于米拉波大道，兴建于1691年，设计者是Laurent Vallon。
1929年，九枪喷泉被列为法国历史古迹。